# 원 태정제
원 태정제(元 泰定帝, 1293년 11월 28일(음력 10월 19일) 혹은 1276년 11월 26일(음력 10월 19일) ~ 1328년 8월 15일(음력 7월 10일))는 대원의 제6대 황제이자 몽골 제국 제10대 카안(재위: 1323년 10월 4일 ~ 1328년 8월 15일)이다. 시호는 흠인대효황제(欽仁大孝皇帝), 묘호는 진종(眞宗)이다. 본명은 예순 테무르(몽골어: ᠶᠡᠰᠦᠨ
ᠲᠡᠮᠦᠷ Yesün Temür Есөн Төмөр, 한국 한자: 也孫鐵木兒 야손철목아 또는 한국 한자: 也孫扶木兒 야손부목아, 한국 한자: 伊遜特穆爾 이손특목이, 한국 한자: 也先鐵木兒 야선철목아)이다. 예순 테무르의 묘호와 시호가 일반적으로 알려져 있지 않고, 보통 태정제라 지칭되는 이유는 아들 천순제 아라기박이 폐위될 당시 그의 시호 역시 추탈되었기 때문이다. 연호를 태정(泰定)과 치화(致和)로 제정하여 재위 기간에 사용하였다.
시데발라 게겐 카안이 옹기라트부 권신을 억압하다가 1323년 10월 4일 옹기라트부 출신 테크시와 일부 왕공족의 반란으로 상도 남쪽 남파에서 암살되자, 테크시와 왕족들의 추대를 받아 바로 즉위하였다. 즉위 직후 테크시 일파와 정변 가담 왕공족을 사살, 추방하고 대도로 입성하였다. 그는 유교사상에 깊은 관심을 표현했고, 무슬림 포교를 다시 허용했으며, 전국을 18개 주로 나누어 지방관을 직접 임명, 배치하였다.
전통적 유목민으로서의 생활 관습을 중시한 몽골 지상주의자였으며, 한화에 반발하여 몽골 전통 관습과 이슬람으로 대체하였다. 그는 '군신간에 허물을 이끌어 스스로 책망한 일이 드러나지 않았고, 조종(朝宗)의 법도를 준수하여 천하가 무사했다'는 명나라가 편찬한《원사》의 평가와는 별개로 시운을 잘 만난 암우(暗愚)한 군주였다는 것이 후세 연구자들의 중평이다.

## 생애

### 어린 시절
세조 쿠빌라이 칸의 황태자 친김(眞金)의 적장자였던 카말라(甘麻剌)의 장남 혹은 차남로 지원 30년(1293년) 음력 10월, 막북(漠北) 초원의 용허하(龍居河, 현.케룰렌강(몽골어: ᠬᠡᠷᠦᠯᠡᠨ
ᠭᠣᠣᠯ) 강변) 진왕부(晋王府) 잠저에서 태어났다. 혹은 지원(至元) 13년(1276년) 출생설도 있다. 원사에는 서로 상반된 설을 전하는데 원사 태정제본기 1권에 지원 13년(1276년) 10월 19일
(1276년 11월 26일) 생이라 하고, 원사 태정제기 2권에는 경오(1323년) 황제가 붕어하다, 향수 36(庚午，帝崩，壽三十六)으로 전한다. 원사 태정제기 2권을 따르면 1323년생이 된다. 원사와 원사연의의 1293년생 설을 따를 경우 원사에 그가 1300년부터 아버지 카말라를 따라 오고타이 칸국의 카이두 군대와 교전하였다는 원사의 다른 설과 다소 앞뒤가 안맞게 된다. 이손철목아(也孫鐵木兒) 또는 이손특목이(伊遜特穆爾)로 부른다. 당대의 몽골어로 그의 이름은 아홉개 철의 칸이라는 뜻이다.
원나라 세조 쿠빌라이의 증손으로, 친킴의 손자이며, 성종 테무르의 조카였다. 그가 태어날 무렵에는 증조부 쿠빌라이 카안이 생존해 있었다.
원사와 원사연의에 그가 1300년 무렵부터 카이두와 교전하였다는 설을 채택한다면, 1328년 사망 당시 그의 나이 36세라는 설은 앞뒤가 맞지 않게 된다.
예순 테무르의 아버지 카말라는 말재주가 능하지 못했고, 칭기즈 칸의 유훈을 암기하지 못하여 친김태자의 사후 후계자 자리에서 번번히 밀려났다. 1291년 자녀가 없던 원 세조의 4남 노무간(那木罕) 대신 진왕(晉王)으로 피봉되고, 몽골고원의 진수와 칭기즈 칸의 4대 행궁을 맡았다. 그러나 칭기즈 칸의 보훈(寶訓)을 복기하지 못했다는 연유로 배척받아 아우 테무르 및 다르마발라와의 후계 경쟁에서 패배한 사연이 있었다. 제위 계승권으로부터 밀려난 카말라는 몽골고원에 진수(鎭守)해 칭기즈 칸의 오르도와 군마(軍馬)를 관장하면서도 점차 소외당하다가 대덕 6년(1302년) 2월 8일에 사망했다.
원사와 신원사에는 예순 테무르의 어린시절에 대한 기록은 전하지 않는다.

### 몽골고원 방어 활동
그의 아버지 카말라는 만년에 병을 얻었지만 주변의 권고에도 불구하고 몽골고원 진수를 계속하였다. 그는 1300년 아버지 카말라를 따라 군사를 이끌고 오고타이 칸국의 카이두와 차가타이 칸국 두아 군대와 교전하였다.
1302년 2월 8일 카말라의 사후 진왕의 작위를 승습 승계했고, 운남(雲南)에 주재한 서형(庶兄) 또는 동복 친 동생인 양왕(梁王) 숭샨(松山) 또한 지대 2년(1309년)에 사망하면서 예순테무르가 카말라 왕계(王系)의 적통인 동시에 막북파(漠北派)를 대표한 유력 제왕으로 급부상하게 되었다. 원사에 의하면 그는 정성스럽게 받들어 추대하는 계책이 있었고(翊戴之謀), 이를 그대로 맹서했다 전한다. 예순테무르는 막북에 살고 있지만 대도의 모든 활동을 면밀히 주시하였다. 진왕부에 있을 당시 내사성에 무슬림 다울리트 샤와 무슬림을 기용했다. 이들은 예순테무르의 측근세력이 되었다.
1304년 1월 성종 테무르가 후사 없이 병으로 사망했을 때, 예순 테무르 또한 유력 황제 후보자였다. 그러나 원사연의에 의하면 아유르와르바다가 미리 선수를 쳐 자신의 형 퀼리그 칸 카이산이 칸위에 오르도록 했다 한다. 1316년 인종 아유르바르와다는 형 카이산의 아들을 태자로 옹립한다는 약속을 어기고 자신의 아들 시데발라를 태자로 세웠다. 퀼리그 칸 카이산의 아들들은 변방으로 추방되었고, 대도, 상도와 비교적 가까운 몽골고원에 주둔한 예순테무르에게 유리하게 전개되었다.
무종, 인종, 시데발라 게겐 카안 재위기간 중 예순 테무르는 몽골에서 크고 강력한 군대를 가졌고, 존경받는 왕족이자 중 한 명이자 영향력을 지닌 확실한 지도자가 되었다. 1312년 2월 인종은 그에게 남강로(南康路)의 6만 5천호를 식읍(食邑)으로 하사했다. 또한 인종의 명을 받아 요동 지역의 기민(饑民)을 진휼하였다.

### 남파지변, 즉위 전후
지치 3년(1323년) 3월 영종의 친신들 중 일부가 예순테무르와 연락, 영종이 장군들을 숙청할 때 그에게도 좋지 않은 일이 벌어질 것이라는 경고를 들었다. 지치 3년(1323년) 8월 2일, 영종(英宗)의 근신 중에서 영종을 암살하고 예순테무르를 추대할 것이라는 소식을 들었다. 그는 바로 군사를 준비해 몽골고원을 떠나 대도로 향했다. 일설에는 예순테무르가  몽골 귀족들의 쿠데타에 적극 참여했다는 설도 있다.
지치 3년(1323년) 8월 4일, 종질인 영종(英宗)이 상도에서 대도로 향하던 귀로에 옹기라트부 권신 테무데르(鐵木迭兒)의 의붓아들 어사대부 테그시(鐵失), 친투무르 등이 아수드 내에서 알란인 출신 병사들을 데리고 진중에서 쿠데타를 일으켜 어가를 추격했다. 그날 텍시 등은 상도 남쪽 15km 지점 남파(南坡)에서 영종과 바이주 일행을 기습하여 피살하고, 반란군은 진왕 예순테무르의 옹립을 지지했는데, 여기엔 진왕부 내사(內史)이자 페르시아계 색목인 출신으로 진왕의 측근 총신(寵臣)이었던 다울라트 샤(倒剌沙)가 거사 이틀 전 테그시의 밀사와 접촉하여 교섭을 가진 경위가 배경으로 작용했기 때문이다. 친테무데르 세력, 훌레그부카 등의 몽골 귀족들과 킵차크 한국 출신 칸트부크, 영종의 숙청 정책을 두려워하던 조정의 고위 관료들이 상당수 가담했다. 그밖에 왕족 중 안서왕 아난다의 아들로 안서왕부의 부활을 계속 요구하던 예루테무르, 아난다의 동생 알탄부카, 아리크부카의 손자 볼라드, 아난다의 아들 쿨룩부카 등 아유르바르와다 일파에게 처형된 왕족 일가와 몽케 칸의 아들 시리기의 아들 울루스부카 등 일부 왕족들이 정변에 가담했다.
1323년 8월 테크시 등의 정변 계획을 세웠다. 예순테무르는 정변이 실패하거나 노출될 것을 두려워하여, 비밀리에 사자를 대도로 보냈다. 그러나 예순테무르의 사자가 도착하기 전에 남파에서 영종 시데발라와 영종 일행의 피살 소식을 접했다. 예순테무르의 사자는 영종 암살 소식을 듣고 그대로 귀환했다.
9월 4일, 예순테무르는 몽골의 용거하(龍居河, 케룰렌강)에서 대칸으로 즉위했다. 예순테무르는 영종의 측근들을 바로 제거하였다. 시데발라가 살해되자 그는 자신의 정치적 영향력으로 인해 쉽게 권력을 장악했다. 그해 10월, 예순테무르는 휘하 군대를 급파하여 대도 조정에 즉위를 알리는 한편, 그에게 반항적이던 고위 장수들을 처형했다. 동시에 군벌의 꼭두각시가 될 것을 우려하고, 찬탈의 오명을 피하고자 수도에 도착하기 앞서 자신을 옹립해 준 테그시 일당에 대하여 영종 시해의 죄를 물어 숙청 작업을 전개, 주살해 버렸다. 일부 왕족들의 봉지는 몰수되고, 하이난으로 추방된 알탄부카를 비롯, 정변에 가담한 왕족들은 윈난 성, 하이난 등으로 추방했다. 11월 13일, 새 황제가 대도에 입성했다.
원나라의 관료들은 테무데르와 테크시가 다스리기 이전으로 국정을 회복할 것을 요구했으나 태정제는 주저하였다. 그는 곧 사면령을 내려, 영종 암살혐의로 처형된 자들과 공모자들의 재산을 그 가족들에게 되돌려주었다.

### 즉위 이후

#### 즉위 초반
대도에 입성한 후 대명전(大明殿)에서 제왕과 백관들의 조하(朝賀)를 접수해 황제의 지위를 굳혔으며, 부왕 카말라를 현종(顯宗)이라 추존하였다. 그는 중국의 황제로서 중국인의 지지를 얻기 위해 통치 초기부터 유교적 전통에 대한 깊은 관심과 존경심을 표명하였다. 동시에 진왕 시절 진왕부의 내사령이었던 무슬림 다울리트 샤를 중서령에 임명하고,, 몽골에서 그와 함께 온 무슬림과 몽골인 관리들이 그의 정부의 요직에 임명, 배치되었다. 1323년 12월 24일 연호를 태정(泰定)으로 개원하였다. 태정 원년(1324년) 3월 휘정원(徽政院)을 혁파하였다. 그해 4월 14일, 처(妻) 바부칸(八不罕)과 장남 아라기박을 각각 황후와 황태자에 책립시켰다. 그러나 즉위 첫 해인 1324년에 중국은 지진, 호우, 가뭄, 곤충떼, 흉년 등이 겹쳤고 그는 이를 대처하지 못했다.
1324년 여름 황하의 하류가 범람하여 홍수, 대기근이 벌어졌지만 대처하지 못하여 첫 봉기가 발생했다. 봉기는 바로 진압되었지만 몽골인들은 게릴라전을 끝낼 수 없었고, 이로 인해 민간 민병대가 생겨나고, 원나라의 내부 상황이 악화되었다. 같은 해에 개기일식과 혜성이 관측되어 당시 중국인과 몽골인 사이에 큰 불안을 일으키는 원인이 되어 사회는 뒤숭숭해졌다. 그러나 그는 이를 효과적으로 대처하지 못한다.
태정 2년(1325년) 태정제는 황궁의 재물을 조사하여, 국고 수입의 지출을 감소하라는 명령을 내렸다. 태정 2년(1325년) 7월, 예순테무르는 직접 한인(漢人)들이 병장기를 휴대하거나 수장하는 행위를 금지시킨 명령을 발표하고, 한인들에게서 무기를 압수하였다. 동년 9월엔 천하를 18도(道)로 구분짓는 행정개혁이 실시되었다. 그밖에 당대 중국에서 문제가 되었던 라마승 내지 도교 도사들의 횡포를 견제하고자 토지 매입 단속과 요역을 부과하는 등의 시책도 내놓았지만, 효력을 발휘하진 못했다.

#### 치세 중반
태정 2년 6월, 하남행성의 식주(息州)에서 백성 조추시(趙醜廝)와 곽보살(郭菩薩) 등이 요언으로 '미륵불(彌勒佛)이 마땅히 천하를 가질 것이다'라는 소문을 퍼뜨리자, 유사(有司)에서 소식을 듣고 그들을 체포해 국문하도록 명령한 사건이 발생했다. 금말원초(金末元初) 대란의 주 전장터인 하남은 전란이 수습된 후로도 황하의 잦은 범람과 원 왕조의 가렴주구 탓에 피폐해진 상황이었는데, 이 미륵불 요언 사건은 현지의 불온했던 정세를 반영한 소동일 뿐만 아니라, 원말 민중봉기의 징후가 감지된 첫 신호탄이라는 해석도 제기된다. 훗날 미륵불 구원 사상을 기치로 내걸며 봉기한 백련교의 근거지가 바로 하남이었던 것이다.
그의 치세기간 중 지방의 자사와 부족장들은 황제가 존경하는 라마들이 법을 심각하게 위반하고 백성들을 모욕했다고 불평했다. 라마승들이 민가의 집에 침입하고, 집주인을 쫓아내고, 여자들과 방탕한 일을 하는 등 부끄러운 일을 하기도 했다. 백성들의 라마승에 대한 두려움은 극에 달했고, 예순테무르는 라마승이 중국에 들어오는 것을 금지했다.
예순테무르는 엄격한 대신 지나치게 관용을 선택하여 정치와 규율이 점점 더 느슨해졌다. 지주들과 관료들은 궁정의 신임을 이용하여 부를 축적했고, 가난한 사람들의 땅을 차지하였다. 각지에 산적이 출몰하여 약탈을 감행하였다.
재위 5년간의 치세는 원 중기의 혼란상 가운데 예외적인 안정기로 이렇다 할 정변은 없었다. 그러나, 몽골 본토와 영하(寧夏) ・강회(江淮) 일대에 천재지변이 빈발하여 민심이 동요했으며, 소수민족의 준동마저 지속되는 등 사회 저변의 모순이 심화되어갔다. 평장정사 장규(張珪)가 테그시 일당의 잔당을 처벌할 것과 궁중내 승려와 도사의 추방, 용관(冗官) 정리, 광동(廣東)에서의 진주(眞珠) 채취 중단을 골자로 한 시정 개혁안을 제출했으나, 무위로 그치고 말았다. 장기간 북방에서 성장해왔기에 중앙 정계에 잘 적응하지 못한데다, 한지파(漢地派) 조신(朝臣)들과도 관계가 원만치 못했던 태정제는 제국의 통치권을 중서좌승상 다울라트 샤에게 일임한 것을 위시로 행정・감찰・군사 각 방면에 걸쳐 중용된 색목인 중심의 친신(親臣) 세력 배양과 몽골인 왕공귀족층에 대한 우대책에 힘입어 정권 기반을 유지하였다. 이는 인종과 영종대 한인 사대부의 성원을 받아 추진되어 온 유교적 이념에 부합된 지치신정(至治新政)을 부정함은 물론, 원 제국의 중국화와도 극명히 대비되는 보수적 반동 노선으로 태정제 정권의 성격을 특징지은 대목이었다.
그의 통치 기간 동안 무슬림은 다시 세력을 얻게 되었다. 그의 승인과 명령 하에 많은 모스크가 건립되었다. 동시에 예순 테무르는 유교에 대한 박해와 금지 요청은 거부하였다. 그는 또한 텡그리즘과 하늘에 제사지내는 것에 대해서도 부정적으로 대하였다.

### 생애 후반
그는 북방 영주 세력의 추대를 받아 칸위에 올랐지만, 그를 대칸으로 옹립한 북방 영주 세력이나 궁중대신들 중에는 그를 보좌할 만한 능력, 학식을 갖춘 인물이 한 명도 없었다. 지지기반이 취약했고 주요 지지세력이 없었던 예순테무르는 전국을 18개의 지방으로 분할하여 중앙정부에서 지방관을 임명, 파견하는 한편으로 지방 영주들과 지방 유력 세력들 중심으로 지방을 다스리게 했다.
황금 패지를 사용하여 지방을 여행하고 개인 주택에 정착하여 주인을 몰아낸 일부 라마에 대한 불만이 많았다. 이를 계기로 예순테무르는 라마승이 중국 을 방문하는 것을 금지했다. 티베트 불교 외에도 예순 테무르는 몽골 인의 고대 신앙인 텡그리를 무시했다. 몽골화 정책을 추진하고 몽골적 생활을 고집하는 것과는 다르게 몽골의 고대신앙에 대해 예순 테무르는 부정적으로 봤다.
1326년 킵차크 한국의 우즈베크 칸이 표범 가죽과 금, 은, 현금과 실크를 조공으로 바쳤다. 태정제는 인종대부터 시작된 킵차크 칸국에 대한 정벌을 단념하고, 우즈베크 칸의 권위를 인정하였다. 1327년 지진이 발생하였다.
이러한 정국 동향 속에서 다울라트 샤를 중심으로 한 권신 세력과 이에 반항하는 무종계 왕공 및 한인 집단간의 갈등이 점차 누적되기 시작했는데, 이는 태정제 사후에 발발한 양도내전(兩都內戰)의 배경이 되었다. 태정제는 치화 원년(1328년) 정월, 대도 동남쪽 통주(通州)의 유림(柳林)에서 사냥하던 도중 발병하였고, 병세가 악화되었음에도 중서성 관원들을 인솔해 여름 수도 상도로 행차했다가 7월 10일에 상도 행궁 혹은 상도 시내 섬전하(閃電河) 강변에서 갑자기 붕어하였다. 알탄 톱치에 의하면 8월 6일에 사망했다 한다. 예순테무르의 정확한 사망 원인은 알려져있지 않았는데, 그의 사후 반대 세력의 쿠데타가 체계적으로 진행되어, 자객에 의한 암살로 추정하는 견해도 있다.

### 사후
예순테무르는 곧 기련곡(起輦谷)에 장사하였다. 1328년 8월 4일 첨추밀원사 엘테무르, 안서왕 아라트나시리(阿剌忒納失里) 등 17명이 군사를 이끌고 궁정으로 들어가, 평장정사 우베이둘라(烏伯都剌), 중서성좌승 타타(禿禿), 참지정사 왕사희(王士熙) 등을 체포하여 옥에 가두고, 무종의 아들 중 당시 강릉에 머물고 있던 투그 테무르를 찾아가 옹립하였다. 투그 테무르는 바로 강릉에서 대도 근처로 올라왔다. 이들은 투그 테무르를 추대하고 반란을 일으켰고, 황태자 아라기박은 상도로 가서 제위를 계승했다.
그해 10월 3일 황태자 아라기박이 다울라트 샤 등의 추대를 받아 칸으로 즉위했다. 시호는 흠인대효황제(欽仁大孝皇帝)이고 묘호는 진종이다.
1328년 10월 16일 아들 아리가박을 지지하는 세력과 원 무종의 아들들을 지지하는 세력 간에 내전이 발생, 엘테무르 등에 의해 아리가박은 폐출되고 카이산의 아들 토그테무르가 칸으로 즉위하였다. 이후 그의 위패는 태묘에서 추방당하고 그의 묘호와 시호는 추탈되었다. 따라서 그의 후반 연호를 따서 태정제로 불리기도 한다.

## 정책
지지기반이 취약하다는 점과 일부 귀족의 추대, 음모와 군사력 등에 의해 칸의 지위를 얻은 태정제는 부족한 지지기반을 만회하고자, 지지자 확보에 노력했다.
그는 중국의 황제로 화남 지방 민중의 지지를 얻기 위해 통치 초기부터 전통적인 유교에 관심을 갖고, 유교에 대한 이해를 표시했다. 그러나 예순 테무르의 궁정에서 요직을 맡고 있던 것은 중국인 사대부 계층이 아닌, 그의 즉위 전부터의 측근 이던 무슬림과 몽골 귀족들 이었다. 왼쪽 승상 다우라트 샤 외에도 우바이두라와 바얀카르 등 2명의 무슬림이 원나라 국정의 주요 정치인물이었고, 군사 분야는 무하마드 샤와 하산 호쟈 등이 맡고 있었다. 이슬람과는 반대로, 화남의 남인은 요직에 등용되지 못하여, 예순 테무르 칸의 정부에서 가장 영향력을 가지고 있지 않았다.
예순 테무르 칸의 통치 하에서 무슬림과 서방 기독교인 상인은 세금 감면의 혜택을 받았으며, 그들은 몽골 귀족에게 유럽과 아라비아의 사치품을 판매하여 태정제 재위기간 중 큰 이익을 올렸다.

## 가족 관계

### 조부모와 부모
- 조부 : 추존황제 유종(裕宗) 진킴
- 조모 : 추존황후 휘인유성황후(徽仁裕聖皇后) 콩기라트씨
- 아버지 : 추존황제 현종(顯宗) 카말라
- 어머니 : 추존황후 선의숙성황후(宣懿淑聖皇后) 콩기라트씨

### 후비
- 바부칸 대카툰 콩기라트씨 - 태정제의 정궁황후(재위 : 1324년 ~ 1328년)
- 역련진팔랄 황후(亦憐眞八剌 皇后) 이키레스씨
- 홀랄 황후(忽剌 皇后)
- 야속 황후(也速 皇后)
- 살답팔랄 황후(撒答八剌 皇后) 내마진씨(乃馬眞氏)
- 복안겁리미실 황후(卜顔怯里迷失 皇后)
- 실렬첩목아 황후(失烈帖木兒 皇后)
- 철니 황후(鐵你 皇后)
- 필한 황후(必罕 皇后) 콩기라트씨
- 속가답리 황후(速哥答里 皇后) 콩기라트씨

### 황자
1. 황태자 라기박(阿剌吉八) - 팔불한 황후(八不罕 皇后) 소생. 대원의 제 11대 카안 천순제(天順帝).
2. 진왕(晉王) 바데마쉬르 감보(八的麻的兒 間卜)
3. 소설 황자(小薛 皇子)
4. 윤단장복 황자(允丹藏卜 皇子)

## 기년
| 태정제      | 원년            | 2년        | 3년        | 4년        | 5년                 |
| ----------- | --------------- | ---------- | ---------- | ---------- | ------------------- |
| 서력 (西曆) | 1324년          | 1325년     | 1326년     | 1327년     | 1328년              |
| 간지 (干支) | 갑자(甲子)      | 을축(乙丑) | 병인(丙寅) | 정묘(丁卯) | 무진(戊辰)          |
| 연호 (年號) | 태정(泰定) 원년 | 2년        | 3년        | 4년        | 5년 치화(致和) 원년 |

## 같이 보기
- 원나라의 황제
- 몽골의 칸 목록